# ドウクツギョ科
ドウクツギョ科（学名：Amblyopsidae）は、サケスズキ目に所属する魚類の分類群の一つ。アンブリオプシス科あるいはメクラサケスズキ科とも呼ばれる。5属6種を含み、その多くは洞窟内での生活に適応した、特異な進化を遂げたグループである。

## 分布・生態
すべて淡水魚で、アメリカ合衆国南部に限局して分布する。ほとんどの種は石灰岩の鍾乳洞や地下水脈に生息するいわゆる「洞窟魚」である。他の1種（スワンプフィッシュ Chologaster cornuta）は、大西洋に面した東岸に分布し、通常の河川で生活する夜行性の魚類である。
暗闇に包まれた洞窟内での生活に適応し、視覚を失った種類が多い。洞窟に住む種のうち、1種を除いてすべての種が盲目魚で、眼球は退化的で皮膚に埋もれている。機能する眼をもつのはスワンプフィッシュおよびスプリングケイブフィッシュ（Forbesichthys agassizii）の2種のみで、後者はケンタッキー州・テネシー州の地下水脈に分布する。体表には視覚に代わる感覚器官が発達し、水流のわずかな振動を敏感に察知することができる。底生性で、カイアシ類・貝虫類・等脚類を主に捕食する。

## 洞窟への適応

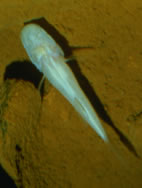
アラバマケイブフィッシュ（Speoplatyrhinus poulsoni）。アラバマ州のキー・ケイブ（Key cave）のみに生息する極めて稀な魚類で、絶滅が危惧されている

ドウクツギョ科の多くの種は光が届かない洞窟や地下の水脈に生息している。洞窟内は一般に食料供給が乏しく、生物にとって過酷な環境であるが、競合者や捕食者が少ない・環境変動がほとんどなく安定しているなどの利点も存在する。さまざまな分類群にわたる魚類が世界各地の洞窟で類似の進化（収斂進化）を遂げており、その範囲は10目19科136種に及ぶ。19科のうち11科はカラシン科・コイ科などの骨鰾上目の淡水魚が占め、4科はフサイタチウオ科・ハゼ科など本来は海産のグループが該当する。ドウクツギョ科は残る4科のうちの一つで（他はカダヤシ科・タウナギ科など）、所属魚類の大半が洞窟内での生活に特化した、唯一の科となっている。
洞窟魚の多くに共通してみられる適応として、皮膚の色素の喪失・鱗の退縮・光への感受性低下が挙げられる。一方で、側線や化学受容器など体表の感覚器官は発達する。エネルギー面での適応も顕著で、ドウクツギョ科のうち洞窟で生活する3属は、非洞穴性のグループと比較して遊泳時の代謝効率に優れている。また、洞窟に住む魚類には狭い水域での遊泳に適した細長い体をもつものが多く、この傾向はドウクツギョ科にもあてはまる。
暗黒の環境である洞窟には光合成を行う植物が存在せず、餌となる有機物は外界から、あるいは他の洞穴生物によってもたらされる。慢性的な餌不足は個体密度の減少を招き、生息密度は1平方メートルあたり0.005-0.15匹程度にしかならないと見積もられている。
繁殖サイクルは非常に長く、緩慢である。繁殖は年1回で、性成熟に達している個体の1割程度が、40-60個の大型の卵を産む。卵は雌の鰓腔で4-5ヶ月にわたって保護され、体外受精後の親魚による保護としては、魚類の中で最長と考えられている。孵化後の成長および性成熟に達するまでの期間も遅く、寿命も長い。このような本科の独特な繁殖形態は、慢性的な餌不足・変化の少ない安定的な環境、天敵および種間競争の不在が反映されているとみられている。
洞窟内という限られた生息範囲をもつ洞窟魚は環境の変化に対し脆弱であり、近年の水質汚濁や外来種の移入によって存続を脅かされている。ドウクツギョ科も例外ではなく、洞窟性の4種が国際自然保護連合（IUCN）のレッドリストにおいて絶滅危惧種に指定されている。アラバマ州の特定の洞窟のみに生息するアラバマケイブフィッシュ（Speoplatyrhinus poulsoni）は、最もリスクの高い絶滅危惧IA類（Critically Endangered）に位置付けられている。

## 形態

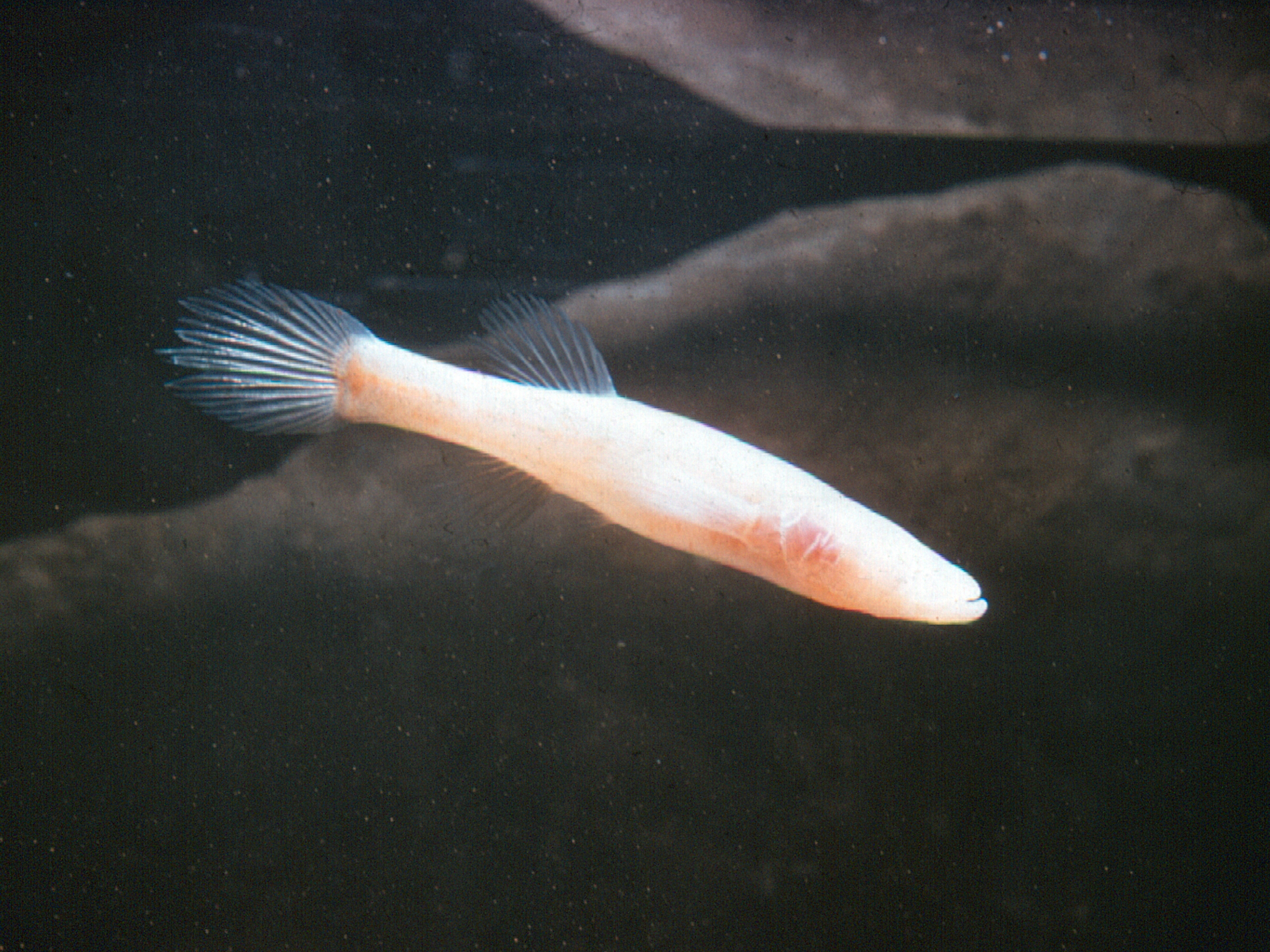
ノーザンケイブフィッシュ（Amblyopsis spelaea）。細長い体をもち、眼は皮膚に埋もれ退化する。本種は例外的に小さな腹鰭をもつ

やや細長い体と、平坦な頭部をもつ。小型の魚類であり、体長は最大でも9cm程度にしかならない。小さく退化的な眼球が特徴で、皮下に埋没していることが多い。
背鰭は0-2本の棘条と7-12本の軟条で構成され、臀鰭は0-2棘7-11軟条。脂鰭を欠き、ノーザンケイブフィッシュ（Amblyopsis spelaea）を除いて腹鰭ももたない。側線の発達は悪いが、列状の感覚乳頭が全身に配置される。成魚の肛門は近縁のカイゾクスズキ科と同様に、鰓膜の間に位置する。鱗は円鱗で、頭部にはない。鋤骨に歯をもつ。前上顎骨は分節状で、椎骨は27-35個。

## 分類
Nelson（2016）の体系において6属8種が認められている。本項ではFishBaseで認められている5属7種を示す。機能的な眼をもつスワンプフィッシュとスプリングケイブフィッシュは、かつては1つの属（Chologaster 属）にまとめられていた。
- Amblyopsis 属

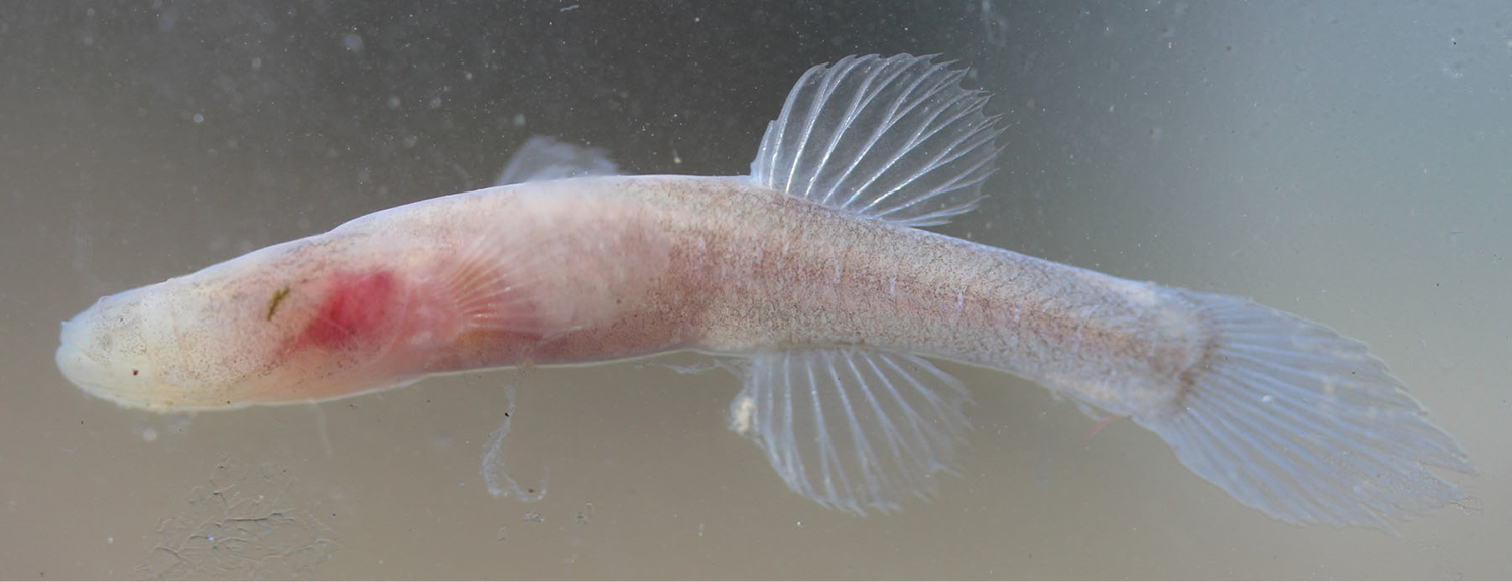
サザンケイブフィッシュ（Typhlichtys subterraneus）。ジョージア州からミズーリ州にかけて、比較的広範な地域の洞窟に分布する

  - Amblyopsis hoosieri
  - Amblyopsis rosae
  - ノーザンケイブフィッシュ Amblyopsis spelaea
- Chologaster 属
  - スワンプフィッシュ Chologaster cornuta
- Forbesichthys 属
  - スプリングケイブフィッシュ Forbesichthys agassizii
- Speoplatyrhinus 属
  - アラバマケイブフィッシュ Speoplatyrhinus poulsoni
- Typhlichthys 属
  - サザンケイブフィッシュ Typhlichthys subterraneus